# Verband Schweizer Volksmusik
Der Verband Schweizer Volksmusik (VSV) ist ein Verein nach ZGB Art. 60 ff. Sitz des VSV ist Altdorf UR. Seit 2022 präsidiert Ralph Janser aus Brunnen SZ den VSV. Der Verband gliedert sich in 21 Kantonalverbände und ist ein Zusammenschluss (Dachverband) der aktiven Volksmusikanten und Freunde der Volksmusik auf gesamtschweizerischer Ebene. Er vertritt die Interessen und die Anliegen der Schweizer Volksmusikszene, in dem er sich für deren Förderung, Erhaltung und Pflege einsetzt.

## Auftrag und Ziele
Der Verband Schweizer Volksmusik (VSV) setzt sich aktiv für die Förderung und Pflege der Schweizer Volksmusik ein. Er gliedert sich in Kantonalverbände, denen sowohl Musikanten als auch Volksmusikfreunde angehören.
Nachwuchsförderung
Der VSV betreibt aktive Nachwuchsförderung. So unterstützt der VSV zusammen mit dem Eidgenössischen Jodlerverband EJV und Radio SRF jährlich einen Schweizer Wettbewerb für Jodeln, Alphorn und Volksmusik, den Schweizer Folklorenachwuchs. Alle vier Jahre organisiert der VSV ein Eidgenössisches Jungmusikantentreffen EJMT. Ausserdem unterstützt er verschiedene Jungmusikantenkurse.
Weiterbildung
Der VSV organisiert und unterstützt Weiterbildungskurse für verschiedene Instrumente aber auch für seine Verbandsfunktionäre.
Veranstaltungen
Der VSV und seine Kantonalverbände organisieren Konzerte, Stubeten, Volksmusiktreffen und alle vier Jahre das Eidgenössische Volksmusikfest EVMF.
Er gibt die Verbandszeitschrift Schweizer Volksmusik heraus, die sechsmal jährlich erscheint.

## Geschichte
Der Verband wurde am 24. September 1963 im Hotel Schlüssel in Sachseln als Vereinigung Schweizerischer Volksmusikfreunde gegründet. Er entstand aus dem 1958 gegründeten Tanz- und Unterhaltungsmusikverband TUMV Zürich-Innerschweiz, dem viele bekannte Volksmusikanten jener Zeit angehörten. Die Gründung der Regional und Kantonalverbände erfolgte ab 1976.
In der Gründungszeit war die Volksmusik ein Stiefkind des nationalen Radio und Fernsehens mit schlechten Sendezeiten. Mit dem neu gegründeten Verein wollte man auf gesamtschweizerischer Ebene eine Institution schaffen, welche die Interessen der Schweizer Volksmusik, vor allem gegenüber Radio und Fernsehen, zu bestimmen vermochte. Mit einer breiten Unterschriftensammlung konnte man beliebte Volksmusiksendungen erhalten.